# Castanopsis trinervis
Castanopsis trinervis är en bokväxtart som först beskrevs av Augustin Abel Hector Léveillé, och fick sitt nu gällande namn av Aimée Antoinette Camus. Castanopsis trinervis ingår i släktet Castanopsis och familjen bokväxter. Inga underarter finns listade.